# Hermann Veit
Hermann Veit (* 13. April 1897 in Karlsruhe; † 15. März 1973 ebenda) war ein deutscher Jurist und Politiker (SPD).

## Leben und Beruf
Nach dem Abitur am Gymnasium in Karlsruhe wurde Veit zum Militär eingezogen und nahm bis 1918 als Soldat am Ersten Weltkrieg teil. Er studierte von 1919 bis 1921 Rechtswissenschaft an den Universitäten in Heidelberg und Leipzig und ließ sich 1926 als Rechtsanwalt in Karlsruhe nieder. 1944/45 wurde er in der Industrie dienstverpflichtet.

## Partei
Veit, der schon vor 1933 der SPD angehört hatte, beteiligte sich an der Wiedergründung der Partei 1945 in Karlsruhe. Er wurde 1948 in den Wirtschaftspolitischen Ausschuss der Gesamtpartei berufen. Er gehörte zur Programmkommission für das Godesberger Programm.

## Abgeordneter
Veit war 1946 Mitglied der Vorläufigen Volksvertretung und der Verfassunggebenden Landesversammlung in Württemberg-Baden. Im November 1946 wurde er als Abgeordneter in den Landtag von Württemberg-Baden gewählt, wo er den Wahlkreis 2 (Karlsruhe) vertrat. Am 17. November 1949 legte er das Landtagsmandat nieder (Nachfolger wurde Gustav Heller). 1947 war Veit Mitglied des Wirtschaftsrates der Bizone.
Von 1949 bis zum 10. Dezember 1953 war er als direkt gewählter Kandidat des Wahlkreises Karlsruhe-Stadt Mitglied des Deutschen Bundestages. Im Bundestag bekleidete er in der ersten Legislaturperiode das Amt des stellvertretenden Vorsitzenden des Ausschusses für Wirtschaftspolitik.
Bei der Landtagswahl im November 1950 wurde Veit über die Landesliste der SPD erneut in den Landtag von Württemberg-Baden gewählt. Das Abgeordnetenmandat legte er am 12. Januar 1951 nieder (Nachfolger wurde Hermann Knorr). Von 1956 bis zu seinem Tode war Veit dann erneut Landtagsabgeordneter im inzwischen neu gebildeten Land Baden-Württemberg. Im Landtag vertrat er den Wahlkreis 2 (Karlsruhe, ab 1964 Karlsruhe-Stadt).

## Öffentliche Ämter
1945 wurde Veit Oberbürgermeister seiner Heimatstadt Karlsruhe. Am 16. Dezember 1946 wurde er unter dem liberalen Ministerpräsidenten Reinhold Maier Wirtschaftsminister und stellvertretender Ministerpräsident von Württemberg-Baden. Nach Gründung des Landes Baden-Württemberg 1952 übte er diese Ämter bis 1960 unter den Ministerpräsidenten Reinhold Maier, Gebhard Müller und Kurt Georg Kiesinger aus.

## Ehrungen
Veit wurde die Ehrendoktorwürde der Technischen Hochschule Karlsruhe und die Ehrensenatorwürde der Universität Stuttgart verliehen. Am 18. Mai 1965 verlieh ihm die Stadt Karlsruhe die Ehrenbürgerwürde. Seit 1978 ist eine Straße in Karlsruhe nach ihm benannt.